# Campeonato Europeo de Biatlón
El Campeonato Europeo de Biatlón es una competición anual de biatlón que se celebra en Europa. Es organizado desde 1994 por la Unión Internacional de Biatlón (IBU).  
En estos campeonatos pueden participar biatletas de todo el mundo, con la única condición que tengan menos de 26 años. Algunos países mandan a sus mejores biatletas, aunque otros países reservan a sus mejores representantes para el Campeonato Mundial.

## Ediciones
| Núm.   | Año  | Sede            | País            |
| ------ | ---- | --------------- | --------------- |
| I      | 1994 | Kontiolahti     | Finlandia       |
| II     | 1995 | Grand-Bornand   | Francia         |
| III    | 1996 | Val Ridanna     | Italia          |
| IV     | 1997 | Windischgarsten | Austria         |
| V      | 1998 | Minsk           | Bielorrusia     |
| VI     | 1999 | Izhevsk         | Rusia           |
| VII    | 2000 | Zakopane        | Polonia         |
| VIII   | 2001 | Haute-Maurienne | Francia         |
| IX     | 2002 | Kontiolahti     | Finlandia       |
| X      | 2003 | Forni Avoltri   | Italia          |
| XI     | 2004 | Minsk           | Bielorrusia     |
| XII    | 2005 | Novosibirsk     | Rusia           |
| XIII   | 2006 | Langdorf        | Alemania        |
| XIV    | 2007 | Bansko          | Bulgaria        |
| XV     | 2008 | Nové Město      | República Checa |
| XVI    | 2009 | Ufá             | Rusia           |
| XVII   | 2010 | Otepää          | Estonia         |
| XVIII  | 2011 | Val Ridanna     | Italia          |
| XIX    | 2012 | Osrblie         | Eslovaquia      |
| XX     | 2013 | Bansko          | Bulgaria        |
| XXI    | 2014 | Nové Město      | República Checa |
| XXII   | 2015 | Otepää          | Estonia         |
| XXIII  | 2016 | Tiumén          | Rusia           |
| XXIV   | 2017 | Duszniki-Zdrój  | Polonia         |
| XXV    | 2018 | Val Ridanna     | Italia          |
| XXVI   | 2019 | Minsk-Raubichi  | Bielorrusia     |
| XXVII  | 2020 | Minsk-Raubichi  | Bielorrusia     |
| XXVIII | 2021 | Duszniki-Zdrój  | Polonia         |
| XXIX   | 2022 | Arber           | Alemania        |
| XXX    | 2023 | Lenzerheide     | Suiza           |
| XXXI   | 2024 | Osrblie         | Eslovaquia      |
| XXXII  | 2025 | Martello        | Italia          |
| XXXIII | 2026 | Sjusjøen        | Noruega         |

## Medallero histórico
- Actualizado a Martello 2025.

| Núm. | País            | Oro | Plata | Bronce | Total |
| ---- | --------------- | --- | ----- | ------ | ----- |
| 1    | Rusia           | 60  | 46    | 48     | 154   |
| 2    | Alemania        | 44  | 40    | 44     | 128   |
| 3    | Noruega         | 32  | 34    | 29     | 95    |
| 4    | Ucrania         | 29  | 33    | 22     | 84    |
| 5    | Bielorrusia     | 19  | 17    | 24     | 60    |
| 6    | Polonia         | 13  | 10    | 11     | 34    |
| 7    | Francia         | 9   | 12    | 16     | 37    |
| 8    | Letonia         | 8   | 4     | 11     | 23    |
| 9    | Suecia          | 7   | 6     | 5      | 18    |
| 10   | Bulgaria        | 6   | 8     | 10     | 24    |
| 11   | Eslovaquia      | 4   | 7     | 3      | 14    |
| 12   | Austria         | 4   | 2     | 4      | 10    |
| 13   | República Checa | 3   | 14    | 5      | 22    |
| 14   | Moldavia        | 2   | 2     | 0      | 4     |
| 15   | Italia          | 1   | 3     | 6      | 10    |
| 16   | Eslovenia       | 1   | 1     | 2      | 4     |
| 17   | Suiza           | 1   | 1     | 1      | 3     |
| 18   | Rumania         | 1   | 1     | 0      | 2     |
| 19   | Canadá          | 1   | 0     | 0      | 1     |
| 20   | España          | 0   | 2     | 0      | 2     |
| 20   | Lituania        | 0   | 2     | 0      | 2     |
| 22   | Finlandia       | 0   | 0     | 3      | 3     |
| 23   | Estados Unidos  | 0   | 0     | 1      | 1     |
| 23   | Japón           | 0   | 0     | 1      | 1     |
|      | TOTAL           | 245 | 245   | 246    | 736   |

1. 1 2 3  En estos campeonatos se permite la participación de biatletas de todos los continentes.